# Сможаник Тарас Богданович
Тара́с Богда́нович Сможа́ник — солдат Збройних сил України.
Вояк батальйону «Київська Русь».

## Нагороди
За особисту мужність і героїзм, виявлені у захисті державного суверенітету та територіальної цілісності України, вірність військовій присязі під час російсько-української війни
- нагороджений орденом «За мужність» III ступеня (26.2.2015).
- нагороджений орденом «За мужність» II ступеня (17.5.2019)